# Àlex Soler-Roig
Alejandro Luis Carlos „Àlex“ Soler-Roig Janer (* 29. Oktober 1932 in Barcelona) ist ein ehemaliger spanischer Automobilrennfahrer.

## Karriere
Alex Soler-Roig kommt aus einer wohlhabenden Arztfamilie. Sein erstes Autorennen fuhr er 1958 mit einem Porsche 356 Carrera in Montjuich, wo er in Abständen noch drei weitere Male startete. 1967 kam er in die Formel 2, wechselte aber nach nur geringem Erfolg bald zu den Sportwagen und Sportprototypen. Zusammen mit Jochen Rindt gewann er 1969 in einem Porsche 908 die 6 Stunden von Jarama und wurde mit Rudi Lins als Partner Vierter bei den 12 Stunden von Sebring. 1970 wurde er – wieder zusammen mit Jochen Rindt – Zweiter in Buenos Aires, ebenfalls auf Porsche 908.
In den Jahren 1971 und 1972 fuhr Soler-Roig einige wenige Rennen in der Formel 1. 1971 startete er viermal für March, 1972 war er zweimal für B.R.M. am Start. Durch technische Defekte im Jahr 1971 und wegen zwei Unfällen 1972 kam er bei keinem Rennen ins Ziel und konnte daher keinen WM-Punkt erreichen.

## Statistik

### Grand-Prix-Ergebnisse
| Saison | 1   | 2   | 3   | 4   | 5   | 6 | 7 | 8 | 9 | 10 | 11 | 12 | 13 |
| ------ | --- | --- | --- | --- | --- | - | - | - | - | -- | -- | -- | -- |
| 1970   |     |     |     |     |     |   |   |   |   |    |    |    |    |
|        | DNQ |     | DNS |     | DNQ |   |   |   |   |    |    |    |    |
| 1971   |     |     |     |     |     |   |   |   |   |    |    |    |    |
| DNF    | DNF | DNQ | DNF | DNF |     |   |   |   |   |    |    |    |    |
| 1972   |     |     |     |     |     |   |   |   |   |    |    |    |    |
| DNF    |     | DNF |     |     |     |   |   |   |   |    |    |    |    |

| Legende  | Legende            | Legende                                                          |
| Farbe    | Abkürzung          | Bedeutung                                                        |
| -------- | ------------------ | ---------------------------------------------------------------- |
| Gold     | –                  | Sieg                                                             |
| Silber   | –                  | 2. Platz                                                         |
| Bronze   | –                  | 3. Platz                                                         |
| Grün     | –                  | Platzierung in den Punkten                                       |
| Blau     | –                  | Klassifiziert außerhalb der Punkteränge                          |
| Violett  | DNF                | Rennen nicht beendet (did not finish)                            |
| Violett  | NC                 | nicht klassifiziert (not classified)                             |
| Rot      | DNQ                | nicht qualifiziert (did not qualify)                             |
| Rot      | DNPQ               | in Vorqualifikation gescheitert (did not pre-qualify)            |
| Schwarz  | DSQ                | disqualifiziert (disqualified)                                   |
| Weiß     | DNS                | nicht am Start (did not start)                                   |
| Weiß     | WD                 | zurückgezogen (withdrawn)                                        |
| Hellblau | PO                 | nur am Training teilgenommen (practiced only)                    |
| Hellblau | TD                 | Freitags-Testfahrer (test driver)                                |
| ohne     | DNP                | nicht am Training teilgenommen (did not practice)                |
| ohne     | INJ                | verletzt oder krank (injured)                                    |
| ohne     | EX                 | ausgeschlossen (excluded)                                        |
| ohne     | DNA                | nicht erschienen (did not arrive)                                |
| ohne     | C                  | Rennen abgesagt (cancelled)                                      |
| ohne     | keine WM-Teilnahme |                                                                  |
| sonstige | P/fett             | Pole-Position                                                    |
| sonstige | 1/2/3/4/5/6/7/8    | Punktplatzierung im Sprint-/Qualifikationsrennen                 |
| sonstige | SR/kursiv          | Schnellste Rennrunde                                             |
| sonstige | *                  | nicht im Ziel, aufgrund der zurückgelegten Distanz aber gewertet |
| sonstige | ()                 | Streichresultate                                                 |
| sonstige | unterstrichen      | Führender in der Gesamtwertung                                   |

### Le-Mans-Ergebnisse
| Jahr | Team             | Fahrzeug          | Teamkollege    | Platzierung | Ausfallgrund |
| ---- | ---------------- | ----------------- | -------------- | ----------- | ------------ |
| 1968 | Àlex Soler-Roig  | Porsche 907/8     | Rudi Lins      | Ausfall     | Ölleck       |
| 1972 | Ford Deutschland | Ford Capri 2600RS | Dieter Glemser | Rang 11     |              |

### Sebring-Ergebnisse
| Jahr | Team                    | Fahrzeug        | Teamkollege | Platzierung | Ausfallgrund |
| ---- | ----------------------- | --------------- | ----------- | ----------- | ------------ |
| 1969 | Escuderia Nacional S.C. | Porsche 907 2.2 | Rudi Lins   | Rang 4      |              |

### Einzelergebnisse in der Sportwagen-Weltmeisterschaft
| Saison | Team                           | Rennwagen                | 1   | 2   | 3   | 4   | 5   | 6   | 7   | 8   | 9   | 10  | 11  | 12  | 13  | 14  |
| ------ | ------------------------------ | ------------------------ | --- | --- | --- | --- | --- | --- | --- | --- | --- | --- | --- | --- | --- | --- |
| 1967   | Àlex Soler-Roig                | Porsche 906              | DAY | SEB | MON | SPA | TAR | NÜR | LEM | HOK | MUG | BRH | CCE | ZEL | OVI | NÜR |
| 1967   | Àlex Soler-Roig                | Porsche 906              |     |     |     |     |     |     |     |     |     | 8   |     |     |     |     |
| 1968   | Àlex Soler-Roig                | Porsche 907              | DAY | SEB | BRH | MON | TAR | NÜR | SPA | WAT | ZEL | LEM |     |     |     |     |
| 1968   | Àlex Soler-Roig                | Porsche 907              |     |     |     |     |     |     | DNF |     |     |     |     |     |     |     |
| 1969   | Escuderia Nacional             | Porsche 907              | DAY | SEB | BRH | MON | TAR | SPA | NÜR | LEM | WAT | ZEL |     |     |     |     |
| 1969   | Escuderia Nacional             | Porsche 907              | DNF | 4   |     |     |     |     |     |     |     |     |     |     |     |     |
| 1971   | Escuderia Montjuich            | Ferrari 512M             | BUA | DAY | SEB | BRH | MON | SPA | TAR | NÜR | LEM | ZEL | WAT |     |     |     |
| 1971   | Escuderia Montjuich            | Ferrari 512M             |     |     |     |     |     |     | DNF |     |     |     |     |     |     |     |
| 1972   | Abarth-Osella Ford Deutschland | Abarth 2000SP Ford Capri | BUA | DAY | SEB | BRH | MON | SPA | TAR | NÜR | LEM | ZEL | WAT |     |     |     |
| 1972   | Abarth-Osella Ford Deutschland | Abarth 2000SP Ford Capri | DNF | DNF |     |     |     |     |     | 8   | 11  |     |     |     |     |     |